# Église Saint-Martin de Masseilles
Pour les articles homonymes, voir Église Saint-Martin.
L'église Saint-Martin est une église catholique située dans le département français de la Gironde, sur la commune de Masseilles, en France.

## Localisation
L'église se trouve au cœur du village.

## Historique
Construit au XIIe siècle, l'édifice est inscrit au titre des monuments historiques par arrêté du 21 novembre 1925 pour sa façade et son clocher. Il abrite des fresques murales récemment restaurées. Le portail en a été bâti au XVe siècle.

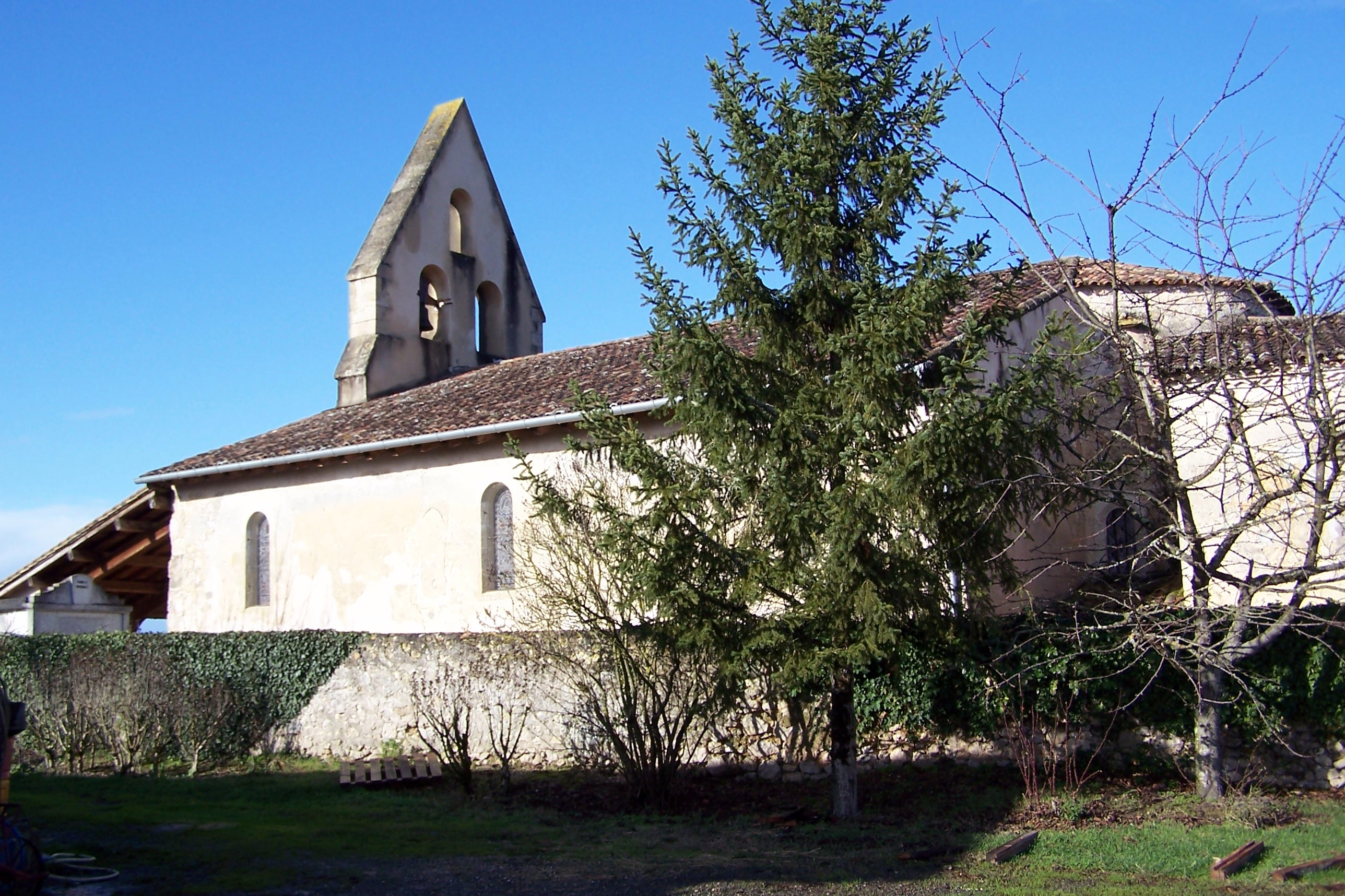
Vue sud de l'église (janv. 2012)
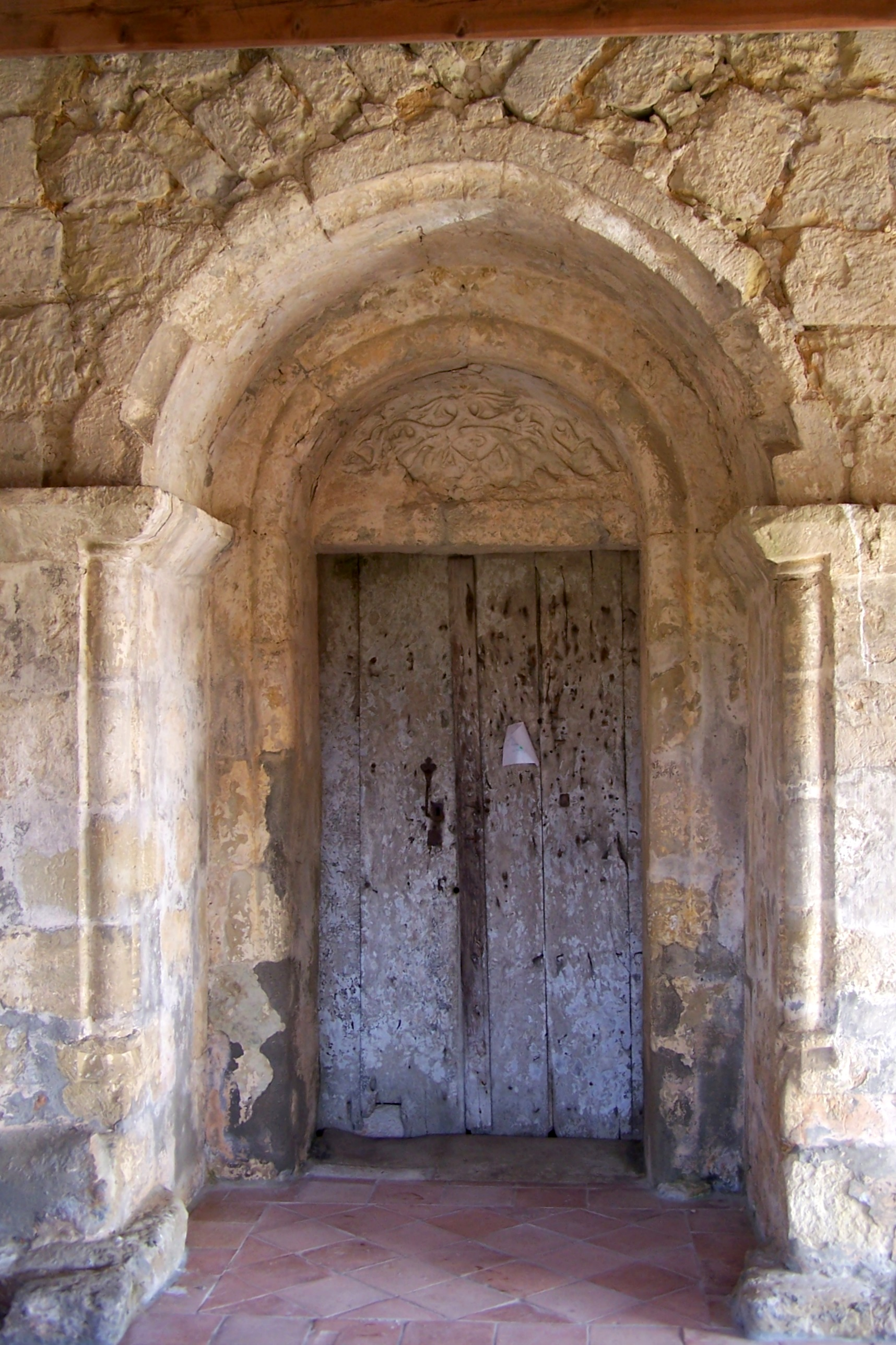
Le portail (janv. 2012)